# Javiera Hausdorf
María Javiera Hausdorf Sáez es una actriz, licenciada en artes y política chilena, miembro del Partido Comunista (PC), que entre 2022 y 2023 se desempeñó como directora de la División de Organizaciones Sociales (DOS), bajo el gobierno de Gabriel Boric.

## Carrera pública
Actriz de profesión y licenciada en artes, se ha desempeñado en distintas funciones como servidora pública. Ingresa a militar el 2009 a las Juventudes Comunistas de Chile (JJCC), durante el segundo gobierno de la presidenta Michelle Bachelet, entre 2014 y 2015, ejerció como gestora territorial de la Subsecretaría de Prevención del Delito del Ministerio del Interior y Seguridad Pública, puesto en el cual se dedicó a la implementación de los consejos comunales de seguridad pública en distintas regiones del país.
Seguidamente, en 2016 fue nombrada como directora regional Metropolitana de Santiago del Instituto Nacional de la Juventud (Injuv), organismo dependiente del Ministerio de Desarrollo Social y Familia. Dejó el cargo al año siguiente, pasando a integrar el comando del candidato independiente pro-Partido Radical, Alejandro Guillier, de cara a la elección presidencial de noviembre. Luego, actuó como asesora legislativa de la diputada y compañera de partido, Karol Cariola, en el periodo legislativo 2018-2022. En marzo de ese año, fue designada por el recién asumido presidente Gabriel Boric, como directora de la División de Organizaciones Sociales (DOS), siendo la segunda militante comunista —después de Camilo Ballesteros en 2014— en asumir el puesto de esa repartición dependiente del Ministerio Secretaría General de Gobierno.